# Killzone 3
Killzone 3 es un videojuego de disparos en primera persona de 2011 para PlayStation 3, desarrollado por Guerrilla Games y publicado por Sony Computer Entertainment. Es la cuarta entrega de la serie Killzone, el primer juego de la serie que se presenta en 3D estereoscópico y el primero en incluir controles de movimiento usando PlayStation Move. Es una secuela directa de Killzone 2. Fue lanzado en todo el mundo en febrero de 2011 con críticas positivas.

## Argumento
En el clímax de Killzone 2, el emperador Scolar Visari es asesinado por las fuerzas de la ISA, lo que desencadena un ataque a gran escala por parte del Primer Ejército de Helghan. Abrumados, los comandantes de la ISA ordenan una retirada total, dejando morir a miles de sus propios soldados en Helghan. Con Helghast ahora impulsado a buscar venganza por la muerte de Visari, los sobrevivientes deben unir fuerzas para encontrar el camino a casa.

### Historia
Después de no poder salvar la vida de Visari, el sargento. Tomas Sevchenko y Rico Velasquez se reagrupan con el Capitán Jason Narville fuera del palacio imperial. Con los cruceros Helghan preparándose para atacar su flota, se ven obligados a abrirse camino a través de las ruinas de Pyrrhus, sacrificando la mayor parte de su armadura y mano de obra restantes para llegar a un punto de extracción cerca del borde de la ciudad. El almirante Orlock, comandante del Primer Ejército, es presionado por Jorhan Stahl, presidente del fabricante de armas Stahl Arms, para asegurar la destrucción total de la ISA o entregarle el control del ejército. Mientras tanto, Rico recibe una transmisión de Jammer, un francotirador cuyo pelotón ha sido aislado por los Helghast. En contra de las órdenes de Narville, va a ayudarlos. El resto de la fuerza intenta unirse a la flota, pero la interferencia del enemigo hace que varios barcos sean derribados, lo que obliga al resto a irse sin los hombres de Narville.
Seis meses después, Stahl pide una votación en el Senado Imperial de Helghan para destituir a Orlock por incompetencia, pero su solicitud es denegada. Furioso, Stahl termina la cooperación de su compañía con el Primer Ejército y organiza su guardia personal para cazar a la ISA, que ha establecido una base en una jungla remota cerca de uno de sus cruceros destruidos. Mientras trabajaban para restaurar el enlace ascendente de comunicación de la base, los soldados se enteran de que la UCN acordó un alto el fuego con los Helghast, abandonándolos efectivamente. La transmisión es interceptada por los hombres de Stahl, quienes posteriormente atacan el campamento y matan a todos excepto a Tomas y Narville, quienes son tomados cautivos.
El pelotón de Rico y Jammer, que ahora se hacen llamar los Raiders, emboscan al convoy y liberan a Tomas. Llevan a cabo varios ataques contra las instalaciones de Helghan en el área y finalmente llegan al campus principal de Stahl Arms. Al enterarse de que Stahl planea ejecutar públicamente a Narville, Tomas y Rico se ponen los uniformes de Helghast y lo rescatan a él y a sus compañeros de prisión. Al acceder a la computadora central de la compañía, descubren que Stahl ha construido su propia armada armada con armas impulsadas por petrusita irradiada, lo suficientemente poderosas como para destrozar organismos vivos. Creyéndose el sucesor legítimo de Visari, Stahl tiene la intención de ganarse el favor de Helghan conquistando la Tierra misma.
Harto de la arrogancia de Stahl, el Senado le otorga a Orlock el título de Autarca, otorgándole en su lugar el trono de Visari. Stahl recibe la orden de entregar sus naves a la flota del Primer Ejército sobre Helghan para que puedan usarse para atacar la Tierra. La ISA es atacada por un enorme robot de asalto Helghan y, aunque logran derrotarlo, su número se reduce a solo 60 hombres. Sin embargo, desactivan las defensas del perímetro alrededor del puerto espacial de Pyrrhus, lo que les permite acceder al centro de mando de la órbita imperial.
Consciente de los planes de Orlock para asesinarlo después de asegurar sus armas, Stahl lo traiciona y lo mata antes de lanzar un ataque contra el Primer Ejército, lo que le da a la ISA una oportunidad que necesitaba desesperadamente para robar varios transportes Helghast. Stahl ordena a su nave insignia que se teletransporte a la Tierra, pero Tomas logra destruir su espiral warp, lo que hace que la nave caiga en picado hacia la superficie de Helghan. Un ataque nuclear directo ordenado por Narville destruye la nave, lo que hace que arroje su arsenal de petrusita sobre Helghan. Las consecuencias resultantes destruyen lo que queda de Helghast, lo que lleva a Tomas a comentar cuántas vidas inocentes deben haber perecido como resultado de sus acciones. Con la guerra terminada, lo último de la ISA regresa a Vekta.
Casi al mismo tiempo, dos soldados Helghast recuperan una cápsula de escape de la nave de Stahl. Aunque no se revela la identidad del ocupante, se da a entender que Stahl todavía está vivo, lo que se confirma en la secuela.

### Personajes
- Andrew Bowen como el sargento Tomas 'Sev' Sevchenko. El protagonista principal, Sev, junto con Rico y Narville, lideran la resistencia contra los Helghan.
- Charles Everett como el sargento Ricardo 'Rico' Velásquez. Rico, junto con Sev y Narville, ayuda a liderar la resistencia contra los Helghan y forma su propio escuadrón con Jammer, los Raiders, mientras estuvo varado durante seis meses en Helghan después de separarse de Sev y las otras fuerzas de la ISA.
- James Remar como el Capitán Jason Narville de las fuerzas ISA varadas en Helghan.
- Brian Cox como el erudito Visari. El Autarca muerto de Helghan. Aunque está ausente en el juego, se le ve y habla durante la introducción (como en todos los juegos) en una escena que ocurrió antes de la explosión nuclear durante Killzone 2 .
- Ray Winstone como el almirante Orlock. Uno de los dos antagonistas principales, Orlock es el comandante en jefe estricto y de mal genio del ejército de Helghan y pronto se convierte en su autarca.
- Malcolm McDowell como Jorhan Brimve Stahl. Uno de los dos principales antagonistas, Stahl es el director ejecutivo de Stahl Arms, una empresa de armas. Busca convertirse en el nuevo autarca de Helghan, ya que cree que Orlock no es más que una miserable excusa de oficial. También tiene poco respeto por el ejército de Helghan, ya que ve a los soldados como patanes "gordos", "vagos" y "descuidados", entre otras cualidades.
- La'Myia Good como Jammer. Una ingeniosa soldado de la ISA.
- Mac Brandt como Kowalski. Un soldado de la ISA que ayuda a Sev a través de la jungla de Kaznan.
- Mark Engelhardt como Hooper. Un soldado novato de la ISA que ayuda a derribar el crucero Stahls antes de que le arrojen una bomba nuclear.
- Rob Brownstein como Bradshaw.

## Jugabilidad
La jugabilidad se parece mucho a la de Killzone 2, aunque con varios ajustes y cambios. Similar al primer Killzone, el juego se desarrolla en varios entornos hostiles, como paisajes árticos, una jungla alienígena letal, páramos nucleares y batallas espaciales en lugar de solo los entornos de paisajes urbanos que estaban presentes en Killzone 2. Otra característica nueva notable es la capacidad de usar mochilas propulsoras en el juego, que también se usaron en Killzone: Liberation.
El juego también presenta un sistema de cuerpo a cuerpo de combate cuerpo a cuerpo renovado (llamado Brutal Melee) que incluye nuevos ataques cuerpo a cuerpo brutales, así como la capacidad de encadenar múltiples ataques en un combo. También se ha agregado una nueva arma llamada WASP, que actúa como un lanzacohetes de disparo múltiple disparando en formación en espiral.

### Nuevas características
- El juego tiene capacidades 3D, opcionales.
- Un nuevo sistema de ataque cuerpo a cuerpo, denominado "Brutal Melee" (cuerpo a cuerpo brutal) en España y Norteamérica, y "Ataque Brutal" en     Hispanoamérica.
- El juego tiene mapas más grandes, y las ubicaciones son diversas pasando a estar en regiones árticas,     a selvas o desiertos.
- Multijugador con vehículos y el sistema de combate cuerpo a cuerpo brutal.
- Entorno destructible.
- Es compatible con PlayStation Move

- Tiene una versión en español hecha en Argentina.[1]

### Multijugador
El modo multijugador en línea de Killzone 3 admite tres modos de juego diferentes: Guerilla Warfare, Warzone y Operations. "Guerrilla Warfare" es un clásico juego de estilo de combate a muerte por equipos que admite hasta 16 jugadores por mapa para cada mapa que admita este modo. "Warzone", que regresa del modo multijugador de Killzone 2, es un juego basado en objetivos (siete objetivos: "Recuento de cadáveres", "Capturar y retener", "Buscar y recuperar" y dos rondas de "Asesinato" y "Buscar y destruir" respectivamente ) que admite hasta 24 jugadores por mapa para cada mapa que admita este modo. Lo que diferencia a "Warzone" de otros juegos del género es la forma en que se utiliza cada objetivo. En lugar de que cada tipo de juego sea su propio modo por separado, los objetivos se alternan aleatoriamente durante el transcurso del juego sin interrumpir la partida. Cada tipo de juego presenta un cronómetro, y cuando finaliza el cronómetro o se completa el objetivo, el equipo ganador recibe esa "ronda" y el partido continúa hasta que se hayan completado las 7 rondas. Cada partida de zona de guerra se decide al "mejor de 7" y dado que los jugadores continúan jugando y luchando por el control de puntos estratégicos en el mapa, hay un metajuego sustancial continuo de control de territorio presente en cada partida. Esto se ejemplifica aún más con la adición de "Áreas de aparición tácticas" en Killzone 3 (un cambio de las granadas de generación de Killzone 2) donde se debe luchar por ciertas ubicaciones de generación y son mejores para algunos de los objetivos que para otros, por lo que Los tácticos de un equipo deben decidir cuáles son necesarios para el objetivo actual, así como sopesar la posibilidad de qué objetivos futuros pueden surgir y el riesgo que implica capturarlos y mantenerlos.
"Operaciones" es un nuevo modo de juego que presenta escenas cinemáticas y admite hasta 16 jugadores por mapa para cada mapa compatible con este modo. En Operaciones, la ISA y los Helghast luchan por el control de objetivos específicos: la ISA a la ofensiva y los Helghast a la defensiva. Los mejores jugadores aparecen a lo largo del partido en escenas que representan sus éxitos.
Killzone 3 también es compatible con la cooperación sin conexión en pantalla dividida para dos jugadores, lo que permite que dos jugadores que usen la misma consola jueguen la campaña de Killzone 3 sin conexión. Esta es una característica que no está presente en Killzone 2. Este es el único modo que admite el modo multijugador sin conexión en pantalla dividida en Killzone 3. También hay un modo multijugador fuera de línea llamado 'BotZone' en el que los jugadores pueden jugar contra los bots de la computadora.
Hay un total de ocho mapas multijugador en el disco, incluidos Corinth Highway, Pyrrhus Crater, Bilgarsk Boulevard, Turbine Concourse SE-6, Frozen Dam, Akmir Snowdrift, Mawlr Graveyard y Kaznan Jungle. El modo Guerrilla Warfare es compatible con los mapas Pyrrhus Crater, Bilgarsk Boulevard, Frozen Dam, Akmir Snowdrift y Kaznan Jungle. El modo Warzone es compatible con todos los mapas, excepto el mapa Kaznan Jungle. El modo de operaciones es compatible con los mapas Frozen Dam, Akmir Snowdrift y Mawlr Graveyard.
Una nueva característica del modo multijugador de Killzone para Killzone 3 es la capacidad de usar mecanismos similares a vehículos: los jet packs y Exos (cada uno disponible en un mapa de disco de juego respectivamente). Los jet packs son exclusivos del mapa Turbine Concourse SE-6, mientras que los Exos, así como el lanzacohetes WASP creado por el ingeniero, solo están disponibles en el mapa Corinth Highway. Otra característica nueva es la capacidad de usar balizas de mortero, que se pueden usar si un táctico captura un punto de generación táctico desde el que se encuentran las balizas de mortero. Las balizas de mortero aparecen en los mapas de Corinth Highway, Pyrrhus Crater, Bilgarsk Boulevard, Frozen Dam y Mawlr Graveyard. El ingeniero puede crear ametralladoras en los mapas Pyrrhus Crater, Bilgarsk Boulevard y Turbine Concourse SE-6. Una tormenta de nieve aparece en el mapa Akmir Snowdrift y una trituradora (que el jugador puede controlar) aparece en el Mawlr Graveyard.
Hay un total de cinco clases para que los jugadores elijan: tirador, ingeniero, médico de campo, táctico e infiltrado. Cada clase tiene sus propias habilidades y armas especiales, como el disfraz para el Infiltrado o el encubrimiento para el Tirador. A diferencia de Killzone 2, los jugadores pueden elegir cualquier clase desde el principio, sin embargo, deben ganar puntos de desbloqueo para mejorar las habilidades y obtener más armas para cada clase (los puntos de desbloqueo se otorgan al subir de rango). Las habilidades de cada clase se pueden mejorar dos veces y pueden desbloquear dos armas principales adicionales, una o dos armas secundarias adicionales y/o un arma pesada (p. ej., lanzacohetes) según la clase. Otras habilidades, como la armadura o los pasos silenciosos, se obtienen al obtener un cierto rango en el modo multijugador y se pueden usar en cualquier clase. Cintas (por ej. La recarga más rápida, el objetivo más rápido, el doble de XP, etc.) se obtienen en el juego en función de un determinado logro requerido por la cinta y solo se aplican a esa partida en particular y se deben volver a ganar en cada partida.
El sistema de puntos también se ha actualizado donde una muerte equivale a 100 puntos, a diferencia de una muerte que equivale a 1 punto en Killzone 2. Otras actualizaciones del sistema de puntos incluyen asesinatos asistidos (25 puntos), destrucción de bots (50 puntos), asesinatos explosivos (150 puntos), puntos basados en objetivos (p. ej., 600 puntos por asesinar por completo al objetivo del asesinato en Assassination), asesinatos dobles y triples y matar rayas (3, 5, 10, etc.).
Los jugadores pueden comprar una versión independiente del modo multijugador de Killzone 3 en PlayStation Store, que incluye todos los modos de juego multijugador en línea, todos los mapas originales y todos los mapas DLC, así como BotZone.
Los servidores en línea del juego se cerraron el 29 de marzo de 2018.

## Desarrollo
El juego fue presentado por Sony Computer Entertainment el 24 de mayo de 2010, a través de PlayStation. Blog El juego se filtró el 21 de mayo a través de una copia de lanzamiento anticipado de la edición de junio de la revista de juegos GamePro junto con una captura de pantalla filtrada. Los rumores sobre una nueva entrada en la serie Killzone han surgido poco después del lanzamiento de Killzone 2. El 20 de marzo de 2010, Sony confirmó que estaban trabajando en Killzone 3 . El presidente de Sony Computer Entertainment America, Jack Tretton, confirmó su desarrollo en una entrevista con GameTrailers, pero en ese momento aún no podía decir cuándo sería anunciado el juego.
El director gerente de Guerrilla, Herman Hulst, ha declarado que Killzone 3 usaría cerca del 100% de la potencia de PlayStation 3. Guerrilla negó los rumores sobre la intervención de Naughty Dog en el desarrollo: "Guerrilla está trabajando en el motor gráfico de Killzone 3 por su cuenta, lo que confirma que Naughty Dog no tiene nada que ver con su desarrollo". El primer avance del juego se lanzó el 3 de junio y presenta el nuevo y brutal sistema de combate cuerpo a cuerpo. El tráiler cinematográfico muestra a Sev luchando contra un Helghast y termina tomando el casco de Helghast y poniéndoselo él mismo. La demostración para un jugador revela que esto es parte del juego, ya que Sev y Rico se visten como Helghast para infiltrarse en una instalación de Helghast en Stahl Arms.
El 11 de junio, en Killzone.com y el blog de PlayStation de EE. UU., Guerrilla Games lanzó un video de juego previo al E3. Guerrilla dijo que el video del juego está hecho de imágenes del juego de la cuarta misión del juego llamada "Frozen Shores". En el E3 de 2010, se confirmó que Killzone 3 sería compatible con PlayStation Move y se lanzaría en febrero de 2011. También se mostró un video de juego de código pre-alfa en E3 en 3D; se bajó una pantalla especial y el público dispuso de unas gafas 3D. El video del juego E3 presentaba los jet packs, así como al jugador que viajaba en una nave usando una torreta.
El director de juegos de Guerrilla Games, Mathijs de Jonge, ha estado hablando sobre los méritos de jurar en los juegos, y con Killzone 3 siente que el estudio tiene la cantidad justa. "En Killzone 2 terminamos con demasiado, Killzone 3 jurando 'mucho más impactante'". le dijo a Edge. Tommy de Roos, programador principal de Guerrilla Games, que dirigió el desarrollo de Move with Killzone 3, ha dicho que cree que "la mayoría de los juegos [de disparos en primera persona] se jugarán con control de movimiento en unos años".
Killzone 3 ocupa un disco Blu-ray completo de doble capa. Esto se debe a la duplicación de archivos de textura de nivel para una transmisión de discos más rápida y también a la presencia de archivos de video en varios idiomas.
Según Guerrilla Games, la historia de Killzone 3 es más alegre en comparación con su predecesor, que Guerrilla sintió que sufría de una historia demasiado seria y oscura, que era una de las principales quejas del original, aunque mencionaron que no sería demasiado alegre, ya que sigue siendo una guerra. Además, Guerrilla Games contrató a un escritor externo para que se centrara únicamente en escribir la historia para darle una nueva perspectiva a la historia, además de contratar a muchos más actores de Hollywood para elevar el nivel de la narración dentro del diálogo del juego (como Malcolm McDowell interpretando a Jorhan Stahl y Ray Winstone interpretando al almirante Orlock).
Guerrilla Games declaró que la historia del juego sería una parte integral del juego y que el diálogo y el desarrollo del personaje mejorarían enormemente con respecto a su predecesor. Además, Guerrilla Games declaró que están reduciendo las palabrotas en Killzone 3, que muchos sintieron que era innecesaria en el diálogo de Killzone 2 . Mencionaron que el diálogo en el juego debe centrarse en avanzar en la historia en lugar de juramentos "gratuitos".

### Beta
La beta cerrada multijugador de Killzone 3 comenzó el 12 de octubre de 2010 para participantes selectos de la comunidad de Killzone . La beta abierta multijugador de Killzone 3 comenzó el 25 de octubre de 2010. Una cantidad limitada de 5000 suscriptores de PlayStation Plus de SCEA y 10 000 suscriptores de PlayStation Plus de SCEE podrían obtener acceso a la versión beta descargando el tema Killzone 3 XMB (lanzado el 13 y 19 de octubre de 2010 para SCEE y SCEA respectivamente). Los participantes seleccionados fueron notificados por correo electrónico con un código de canje para acceder a la versión beta. Esta versión beta era solo para probar el juego y no admitía PlayStation Move ni las capacidades 3D.
La página de Twitter de Killzone seleccionó a 300 suscriptores de Twitter (150 de los territorios SCEE y SCEA respectivamente) para participar en la beta abierta entre el 19 y el 22 de octubre de 2010. El 7 de noviembre de 2010, la versión beta se amplió invitando a 5000 suscriptores más de PlayStation Plus de los territorios SCEE y SCEA. En lugar de distribuirlos por correo electrónico, estos códigos de canje se enviaron a través de mensajes de PlayStation Network. Esta versión beta finalizó antes de finales de 2010.
El 21 de enero de 2011, se anunció que la beta abierta multijugador de Killzone 3 estará disponible para su descarga en PlayStation Network el 2 de febrero en Norteamérica y el 3 de febrero en Europa hasta el 14 de febrero de 2011. El 1 de febrero, sin embargo, se anunció que la versión beta abierta de América del Norte se retrasó hasta el 3 de febrero y "para compensarlo", Sony realizó un sorteo para regalar 60 ediciones limitadas de Killzone 3 Helghast (no se venden en las tiendas) a los jugadores estadounidenses que participó en la versión beta abierta del 4 al 6 de febrero. La Beta ofreció acceso temprano al nivel multijugador 'Frozen Dam', incluidos los tres modos multijugador en línea: Guerrilla Warfare, Warzone y Operations, así como el modo multijugador fuera de línea, Botzone.
El 9 de febrero de 2011, se informó que se han realizado más de 58 millones de muertes, el 10% de las cuales son muertes brutales cuerpo a cuerpo, con 350.000 juegos ya jugados.
Debido a la gran respuesta del primer sorteo de Killzone 3 Limited Helghast Edition, Sony realizó otro sorteo, regalando 60 ediciones limitadas de Helghast más del 11 al 13 de febrero de 2011, en los EE. UU., con cinco participantes canadienses también elegidos.

### Demo
La demostración para un jugador de Killzone 3 se lanzó en Norteamérica el 15 de febrero y en Europa el 16 de febrero de 2011 (con acceso anticipado para los miembros de PlayStation Plus el 8 y 9 de febrero en Norteamérica y Europa, respectivamente). Está disponible como dos descargas separadas desde PlayStation Store : una en 2D y otra en 3D. La versión 2D presenta una cooperativa de pantalla dividida, que no es compatible con la demostración 3D. Ambas versiones de la demostración están habilitadas para PlayStation Move y ambas versiones de la demostración tienen lugar en una versión modificada del nivel "Icy Incursion".

### Soporte 3D
Killzone 3 incluye un modo que admite juegos en 3D. El modo Killzone 3 3D es opcional y requiere un televisor listo para 3D Las primeras impresiones del 3D mostraron algunos problemas técnicos; con efectos visuales tridimensionales, el juego se volvió borroso, impreciso y desorientador. En la versión alfa, 3D sacrificó cosas como la nitidez, la velocidad, una sensación de orientación y mucho más aliasing. Se informa que se producen bordes dentados, así como algunas imágenes fantasma de los elementos de la interfaz.
En el E3 2010, se reveló que Killzone 3 fue construido con soporte 3D desde cero. En elogio de las capacidades 3D del juego, GameTrailers otorgó el título de Mejores gráficos 3D de E3 2010, aunque oficialmente, no tuvo ninguna nominación en E3 2010. La resolución del tráiler del E3 2010 es la mitad de la resolución horizontal del juego 2D, con toda la imagen (incluido el HUD) ampliada utilizando el escalador de hardware de PlayStation 3 y representa la visión de un solo ojo.

## Lanzamiento y marketing

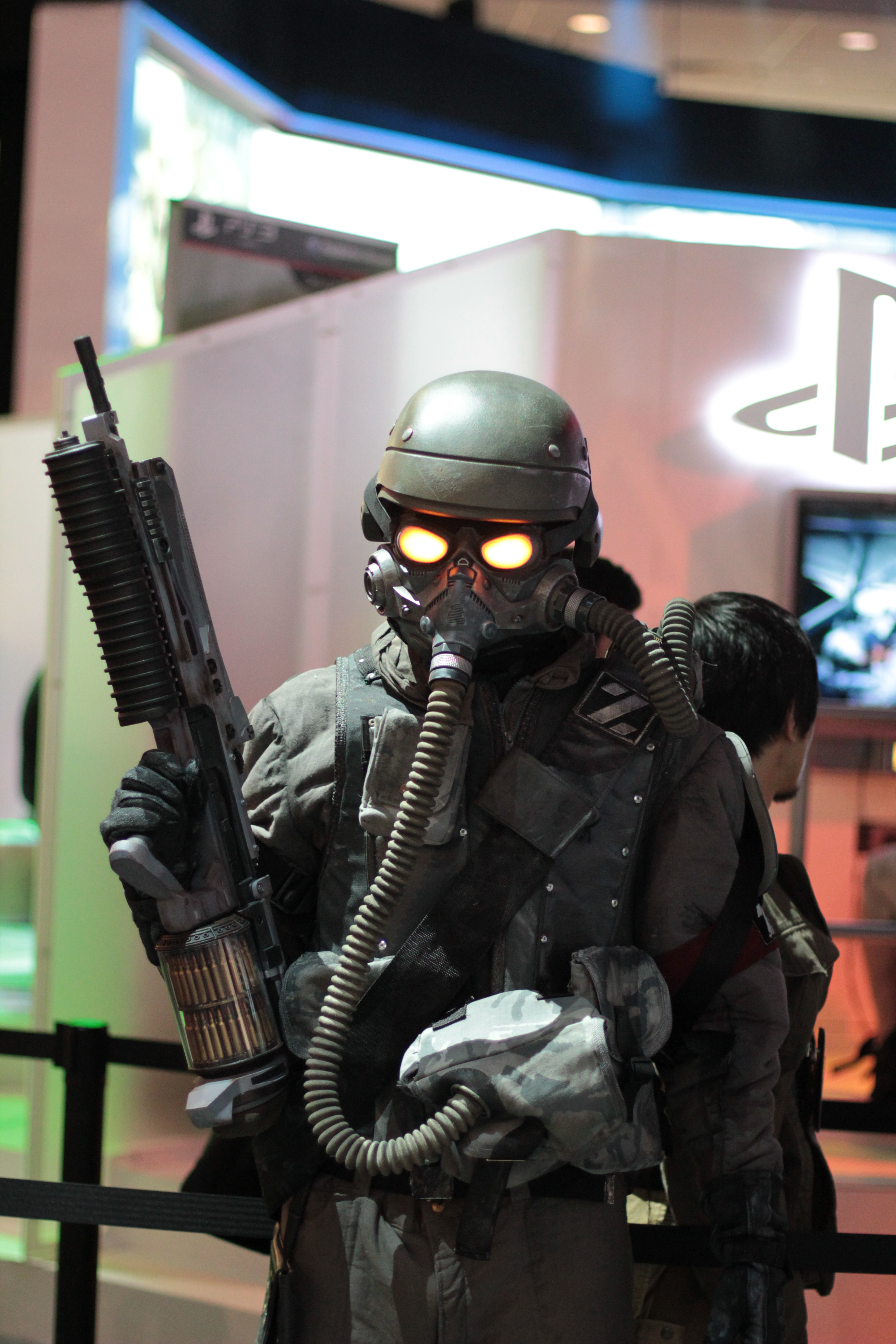
Promoción en E3 2010

Killzone 3 se lanzó el 22 de febrero de 2011 en América del Norte, el 23 de febrero en Europa y el 25 de febrero en el Reino Unido. 7-Eleven ofreció contenido descargable para Killzone 3 a cambio de compras de Slurpee en las tiendas de los EE. UU. desde febrero de 2011 hasta finales de marzo de 2011. 7-Eleven también presentó vasos de Slurpee con el tema de Killzone 3, además de un sabor de Killzone, " Battle Fuel" (un sabor a naranja escalofriante). Cada vaso de Slurpee tenía un código único, que permitía la descarga de contenido de Killzone 3 (y otras recompensas de Slurpee), como contenido para PlayStation Home (los trajes Helghast "Capture Trooper" y "Jason Narville ISA" y una "Slurpee Machine"), el paquete de mapas retro, el "paquete de desbloqueo y carga", dos temas XMB de PS3 (estándar y dinámico), un fondo de pantalla para PC y un video detrás de escena.
Las primeras copias de Killzone 3 (incluidas las ediciones independiente y Helghast ) incluían un cupón canjeable para la versión beta multijugador de SOCOM 4: US Navy SEALs.
Walmart organizó un evento de lanzamiento a medianoche. Los primeros 20 jugadores que compraron Killzone 3 recibieron un póster de edición limitada de Killzone 3 y un cupón para el Retro Map Pack. Algunas tiendas Walmart también organizaron torneos en los que los jugadores podían ganar una copia de Killzone 3, una figura de acción Cloaking Helghast Marksman de edición limitada y bolsas coleccionables de Killzone 3. GameStop también tuvo un evento de lanzamiento a medianoche.
El 22 de febrero de 2011 se lanzó un paquete Killzone 3 PlayStation 3 de edición limitada en Norteamérica, que incluye una PlayStation 3 de 160 GB y una copia de Killzone 3 .
El 28 de febrero de 2012, para celebrar el primer aniversario de Killzone 3, Guerrilla Games lanzó una versión independiente del multijugador de Killzone 3 en PlayStation Store titulada Killzone 3 Multiplayer . Incluye los modos de juego Guerrilla Warfare, Warzone y Operations, así como los mapas originales de Killzone 3 y todos los mapas DLC de Killzone 3 . Los usuarios también pueden probarlo gratis hasta que alcancen el rango de Sargento I. Los jugadores que compran Killzone 3 Multiplayer también reciben una bonificación de doble XP de 24 horas, tres puntos de desbloqueo, la capacidad de configurar clanes y juegos personalizados, y acceso al modo Botzone, así como la adición de cuatro trofeos exclusivos.

### Ediciones minoristas
Además de la edición estándar del juego, hay varias otras versiones del juego exclusivas para ciertos países y/o regiones del mundo. Todas las versiones de edición especial del juego se venden en cantidades limitadas y contienen una copia del juego como paquete estándar o especial.
La edición Helghast se lanzó en América del Norte, Europa y Australia. La edición de Helghast para América del Norte viene con una réplica de "Helghast Helmet", que contiene un libro de arte, una copia de Killzone 3 y el Super Voucher en el estuche del juego Killzone 3, y una figura de acción "Cloaking Helghast Marksman" (6.5 " alto con múltiples puntos de articulación y no se venderá al por menor; creado por DC Unlimited). El libro de arte es un libro de arte de tapa dura de 100 páginas que presenta imágenes del universo Killzone. La Helghast Edition para Europa y Australia incluye todo el contenido de la versión norteamericana, sin embargo, el Super Voucher se reemplaza con el PSN Voucher y la copia de Killzone 3 está en un estuche SteelBook Collector's Edition.
Tanto el Super Voucher como el PSN Voucher incluyen el mismo contenido. Ambos cupones incluyen la banda sonora de Killzone 3, Killzone 3 Behind the Scenes (contenido de video adicional que muestra cómo se hizo el juego), un tema dinámico exclusivo de PS3, el "Retro Map Pack: Reclaimed Territory", doble XP para los primeros 24 horas de juego multijugador y acceso total a todas las armas y habilidades durante las primeras 24 horas de juego multijugador (las 24 horas comienzan con el canje del cupón y la cuenta regresiva independientemente de si el jugador está en línea o fuera de línea).
La edición de coleccionista se lanzó en Europa y Australia. La edición de coleccionista de Killzone 3 vino en un estuche SteelBook, que también se incluye en la edición de Killzone 3 Helghast para Europa y Australia. La Edición de coleccionista limitada estaba disponible solo mediante pedido anticipado. Incluía un código de cupón de PSN para acceder al Retro Map Pack, un tema dinámico de Killzone 3 y la banda sonora de Killzone 3 . También incluía otro cupón de PSN como bonificación por pedido anticipado, que desbloqueaba todas las armas y habilidades, otorgaba el doble de XP (ambos durante las primeras 24 horas de juego multijugador) o 3 puntos de desbloqueo para usar en cualquier arma o habilidad.
En los Países Bajos, los jugadores pueden comprar la Edición de coleccionista por el precio de la edición estándar si hacen un pedido anticipado en las tiendas de Game Mania.

#### Edición limitada
Killzone 3 Limited Helghast Edition no se vendió en las tiendas y estaba disponible en Norteamérica. Se han realizado 450, 125 de los cuales se regalaron en la beta abierta multijugador del 4 al 6 de febrero y del 11 al 13 de febrero de 2011. La edición limitada de Helghast contiene todos los mismos elementos que la versión comercial de la edición Helghast, pero presenta una réplica del casco Helghast con ojos LED iluminados, que simulan la máscara brillante de Helghast.
El 10 de marzo de 2011, ACIDplanet.com anunció un sorteo que se llevó a cabo desde el 10 de marzo de 2011 hasta el 21 de abril de 2011. En este "Concurso de remezclas de Killzone 3", los jugadores podían remezclar la pista "Stahl Arms Battle" de la banda sonora de Killzone 3 . Al final del concurso, Joris de Man eligió a un ganador del gran premio que recibió Killzone 3 Limited Helghast Edition, así como el software Vegas Pro, el software ACID Pro, las bibliotecas Twenty Loop y un Sony MP3 Walkman. Los finalistas del segundo lugar recibieron una copia de Killzone 3, el software ACID Music Studio y Ten Loop Libraries. El gran premio lo ganó el compositor/productor Christopher K. Lee bajo el nombre de usuario Blizzard1mage.
El 24 de marzo de 2011, Guerilla anunció el "Sorteo March for Helghan II" en el que regalaron 10 ediciones limitadas de Helghast cada día (170 en total) desde el 25 de marzo hasta el 10 de abril. Los jugadores debían jugar el modo multijugador de Killzone 3 para tener la oportunidad de ganar.

### Bonos de preorden
Los paquetes de descarga contenidos en el Super Voucher (excluyendo la banda sonora) también estaban disponibles como bonos de pre-pedido para la Edición Estándar de Killzone 3 en minoristas selectos de Norteamérica. Europa y Australia no recibieron bonificaciones de pedidos anticipados de minoristas seleccionados, sino que tienen la Edición de coleccionista que contiene el contenido adicional de pedidos anticipados de América del Norte.
GameStop ofreció el "Paquete Guerrilla" que contenía un cupón que desbloqueaba todas las armas y habilidades multijugador durante las primeras 24 horas de juego multijugador. Best Buy ofreció el "Paquete de inicio rápido" que contenía un cupón que permitía a los jugadores subir de rango más rápido a medida que ganaban el doble de XP durante las primeras 24 horas de juego multijugador. Amazon.com ofreció el "Paquete de desbloqueo y carga" que contenía un cupón que permitía el acceso instantáneo a 3 puntos de desbloqueo para usar en el arma o habilidad que el jugador elija. Si los jugadores reservaron Killzone 3 en Amazon.com a través de PlayStation Home, también recibieron un "Helghast Jetpack" para su avatar de Home además del "Paquete de desbloqueo y carga". GameStop, Best Buy y Amazon.com ofrecieron cada uno el Retro Map Pack con su respectiva bonificación por pedido anticipado. Otros minoristas participantes ofrecieron Retro Map Pack y Killzone 3 PS3 Dynamic Theme.

### PlayStation Home
Desde el 27 de enero de 2011 hasta el 24 de febrero de 2011, en la red social de juegos de PlayStation 3, PlayStation Home, la "Central Plaza" (punto de encuentro central de North American Home) fue rediseñada como "el último bastión restante de ISA" en celebración de Killzone 3.  (Los usuarios europeos también podían acceder a Central Plaza; un ISA Dropship especial estaba disponible en Home Square, el punto de encuentro central de Europa, que teletransportaba a los usuarios a Central Plaza). Había un minijuego en Central Plaza llamado "Killzone Plaza Defender", que era un minijuego de disparos en primera persona con temática de Killzone en el que los jugadores derriban aeronaves, vehículos terrestres y unidades de infantería Helghast enemigos o ayudan a los artilleros recolectando y entregando municiones, kits de reparación y primeros auxilios. El minijuego tenía tres oleadas para que los usuarios completaran, cada una con tres desafíos (como completar cada oleada, ayudar a otros jugadores en cada oleada, completar la oleada 1 con toda la salud, completar la oleada 2 con cierta precisión y completar la oleada 3 con una puntuación perfecta) con un uniforme ISA desbloqueable (uniforme de Rico, más un casco) para el avatar de inicio de los usuarios. Completar todos los desafíos de las tres oleadas otorgaba tres puntos de desbloqueo, que podían canjearse por nuevas armas y habilidades en el modo multijugador de Killzone 3 . Los usuarios también pueden reservar Killzone 3 en Amazon.com en un quiosco especial en Central Plaza (o desde la pantalla de menú de "Killzone Plaza Defender"). El pedido anticipado por este medio otorgó a los usuarios un "Helghast Jetpack" para su avatar de Home, además del otro bono de pedido anticipado de Amazon.com (el pedido anticipado no estaba disponible para usuarios europeos). Además, los usuarios también podían obtener un disfraz de "Helghast Capture Trooper" y "Jason Narville ISA" para su avatar de Home, así como una Slurpee Machine para sus espacios personales de la promoción 7-Eleven por 2 puntos Slurpee cada uno.

### Otro
En el juego de PlayStation 3 LittleBigPlanet 2, se lanzó un "Killzone 3 Minipack" como DLC el 12 de julio de 2011. Este paquete incluye disfraces para que los jugadores vistan a su Sackboy como un personaje de Killzone 3.
El 15 de noviembre de 2011, en el juego de PlayStation 3 Uncharted 3: Drake's Deception, se lanzó un paquete DLC titulado "Paquete de accesorios multijugador n.°1 (Killzone)" que incluye el "Aspecto de soldado de captura", un "Casco Helghast" y un " Casco ISA", que también se puede comprar individualmente (gratis para los miembros de "Fortune Hunter's Club").

## Contenido descargable
El primer contenido descargable (DLC) para Killzone 3 es el "Retro Map Pack: Reclaimed Territory" que consta de dos de los mapas más populares de Killzone 2 . Los mapas son los mapas "Salamun Market" y "Blood Gracht", que se han actualizado para Killzone 3 . "Saluman Market" presenta el modo de juego Warzone (así como Exos y ubicaciones para que el ingeniero construya el WASP), mientras que "Blood Gracht" presenta el modo de juego Guerilla Warfare. Este paquete estuvo disponible para su compra en PlayStation Network el 22 de febrero de 2011. El paquete de mapas también estaba disponible como un bono de pre-pedido de varios minoristas y se podía obtener de la promoción de 7-Eleven de Killzone 3 por 10 puntos de recompensa Slurpee. También se incluyó en la edición Helghast. El paquete de mapas incluye siete trofeos; dos trofeos específicos del mapa para cada mapa respectivamente, y tres trofeos no específicos del mapa. Edge y Schick ofrecen gel de afeitar y maquinillas de afeitar especialmente empaquetados para tres exclusivas de PS3; Gran Turismo 5, Infame 2 y Killzone 3 . Los paquetes especiales de Killzone 3 incluyen un cupón canjeable por el paquete de mapas retro o tres puntos de desbloqueo.
El 24 de febrero de 2011, se anunció el segundo paquete de mapas DLC, "Steel Rain". Steel Rain presenta los mapas "Junkyard" y "Stahl Arms", que presentan los modos de juego Guerilla Warfare y Warzone respectivamente. "Junkyard" también presenta Exos y Jetpacks y "Stahl Arms" presenta una ubicación para que el ingeniero construya una ametralladora. Steel Rain se lanzó en Europa el 6 de abril de 2011 y en América del Norte el 12 de abril de 2011 (gratis para suscriptores de PlayStation Plus). Este paquete de mapas incluye siete trofeos: dos trofeos específicos del mapa para cada mapa respectivamente y tres trofeos no específicos del mapa.
Un tercer paquete de mapas, titulado "From the Ashes", se anunció el 17 de junio de 2011 e incluye cuatro mapas: dos mapas nuevos y dos mapas retro. "Lente Missile Base" es un mapa de Warzone que presenta un peligro ambiental de lanzamiento de misiles, similar a la explosión nuclear del mapa DLC Killzone 2 "Southern Hills" (cualquier jugador atrapado en las rejillas de ventilación subterráneas morirá por la explosión del motor del misil) . "Mobile Factory" es un mapa de Guerilla Warfare ubicado en la fábrica móvil de la campaña con trituradoras de chatarra debajo de la base (matando a los jugadores que salen de este mapa en movimiento, similar al mapa DLC "Wasteland Bullet" de Killzone 2 ), y también cuenta con dos ametralladoras portátiles. From the Ashes también presenta "Radec Academy" (un mapa de Warzone con dos miniguns construibles y un peligro ambiental destructivo) y "Tharsis Depot" (un mapa de Guerilla Warfare con jet packs) de Killzone 2, y se lanzó el 21 de junio de 2011. por 4,99 dólares estadounidenses. Este paquete de mapas incluye trece trofeos: dos trofeos específicos del mapa para cada mapa respectivamente y cinco trofeos no específicos del mapa.
Simultáneamente anunciado y lanzado con el tercer paquete de mapas DLC está el "Paquete de paquetes de mapas Killzone 3" que incluye los tres paquetes de mapas DLC ("Retro Map Pack: Reclaimed Territory", "Steel Rain" y "From the Ashes") por US$9.99. El fin de semana del 24 al 27 de junio se organizó un "Fin de semana de triple XP" (los puntos ganados se triplican al final del partido) para celebrar el lanzamiento de "From the Ashes" y el "Map Pack Bundle". También ha habido tres "fines de semana de XP doble" (los puntos ganados se duplican al final del partido). Los primeros dos "fines de semana de doble XP" fueron para el regreso de PSN después de la interrupción de PSN, el primero para el regreso de Europa y América del Norte y el segundo para el regreso de Japón, y el tercero fue para el primer aniversario de Killzone 3.

## Banda sonora
Al igual que Killzone 2, la banda sonora de Killzone 3 fue compuesta por Joris de Man. Fue lanzado tanto como contenido descargable a través de Killzone 3 Helghast Edition y Collector's Edition (territorios SCEE), y como un lanzamiento digital independiente, el 22 de febrero de 2011. Más tarde, se lanzó para su compra en PlayStation Network el 8 de marzo de 2011.
| No. | Título                                            | Duración |
| --- | ------------------------------------------------- | -------- |
| 1.  | "Main Menú – And Ever We Fight On"                | 2:51     |
| 2.  | "Birth of War – Dies Irae"                        | 2:14     |
| 3.  | "Just a Moment Ago"                               | 3:57     |
| 4.  | "Stahl and Orlock Square Off"                     | 2:21     |
| 5.  | "No Exit Strategy"                                | 1:29     |
| 6.  | "'I'll Get You Home'"                             | 2:02     |
| 7.  | "Unfair Fight & Captured"                         | 1:56     |
| 8.  | "Frozen Shores Rescue"                            | 2:55     |
| 9.  | "An Unwelcome Discovery"                          | 1:37     |
| 10. | "Moving Will Kill You"                            | 1:47     |
| 11. | "'You've Developed Energy Shielding?'"            | 4:01     |
| 12. | "'What If I Just Killed Everyone?'"               | 2:39     |
| 13. | "Stahl Almost Gets Away"                          | 2:35     |
| 14. | "Pyrrhus Outskirts – Fortification"               | 1:41     |
| 15. | "Pyrrhus Outskirts – Hammer"                      | 2:30     |
| 16. | "Pyrrhus Outskirts – Sniper Crossfire"            | 2:28     |
| 17. | "Pyrrhus Outskirts – The Boys Are Back in Action" | 3:28     |
| 18. | "Pyrrhus Outskirts – Grab That Minigun!"          | 3:00     |
| 19. | "Helghan Jungle – The Horror, the Horror!"        | 1:36     |
| 20. | "Helghan Jungle – Darkness"                       | 1:58     |
| 21. | "Helghan Jungle – I Am the Hunted"                | 2:01     |
| 22. | "Helghan Jungle – Helghast Spotted!"              | 1:43     |
| 23. | "Frozen Shores – The Bomb Is Set"                 | 2:04     |
| 24. | "Frozen Shores – Flight of the Intruder"          | 2:50     |
| 25. | "Frozen Shores – Escape the Tram"                 | 1:10     |
| 26. | "Frozen Shores – Jetpack Fight"                   | 0:42     |
| 27. | "Frozen Shores – Enter the Wasp"                  | 1:32     |
| 28. | "Stahl Arms – Exploring Stahl Arms"               | 2:20     |
| 29. | "Stahl Arms – Battle My Own"                      | 2:59     |
| 30. | "Stahl Arms – The Icesaw Chase"                   | 4:30     |
| 31. | "The Scrapyard – Fight on a Crane"                | 4:04     |
| 32. | "The Scrapyard – The Mobile Factory"              | 2:50     |
| 33. | "The Scrapyard – The Heavy Returns"               | 0:24     |
| 34. | "The Scrapyard – Don't Mess with the MAWLR"       | 4:13     |

## Novela
Una novelización de Killzone 3, titulada Killzone: Ascendancy y escrita por Sam Bradbury, está disponible en Penguin Books en formato de bolsillo y en Amazon.com en formato Kindle. Según la PlayStation. Publicación de blog, "el autor profundizó en la historia del juego para responder... preguntas" sobre el juego, como qué impulsa las acciones de Sev y Rico.

## Recepción
Killzone 3 recibió "críticas generalmente positivas", según el agregador de reseñas Metacritic La primera revisión en inglés del juego fue publicada por PlayStation Official Magazine (Reino Unido), que le dio al juego un 9/10. La revisión decía "a nivel visual, como un avance en 3D, esto se siente como un momento decisivo en una revolución que afecta a todos los juegos". La revisión también indicó en términos de juego, "Black Ops es el único [juego de disparos en primera persona] en PlayStation 3 que puede igualar esto". Sin embargo, la actuación de voz fue criticada por no ser perfecta, por lo que carecía de "golpe emotivo" y la razón por la que no recibió un 10/10 perfecto.
IGN le dio al juego un 8.5, elogiando la atmósfera, los gráficos y el modo multijugador. Destructoid le dio al juego un 10/10 perfecto, con el crítico Jim Sterling afirmando: "No creo que PlayStation 3 haya tenido nunca un paquete tan completo y satisfactorio como este, con este nivel de pulido, refinamiento y pura, simple, acción sin pretensiones". PlayStation Lifestyle también le otorgó un 10/10, llamando al juego "el final definitivo para una nueva forma de ciencia ficción épica".
GamesTM fue en general positivo y le dio al juego 7/10, aunque fue crítico con la historia y, al compararlo con Killzone 2, dijo que el juego "da pasos atrás inexplicables en casi todos los departamentos". Sin embargo, Game Informer, que calificó el juego con un 9/10, sin embargo, elogió la historia diciendo que "el impactante y abrupto final de campaña [de Killzone 3] sirve como una envoltura adecuada para la trilogía extendida con temas de guerra de Guerilla. Incluso si es una especie de conclusión, Killzone 3 se sostiene por sí mismo". También elogiaron su uso intuitivo de PlayStation Move como controlador opcional.

## Secuela
Antes del lanzamiento de Killzone 3, Guerrilla Games ya tenía "muchas ideas" para la próxima entrega. En una entrevista con la revista oficial de PlayStation (Reino Unido), Mathijs de Jonge dijo: "Estamos buscando nuevos proyectos, ya hay muchas ideas flotando en la compañía para instalar un nuevo Killzone". El 18 de noviembre de 2011, Edge informó que Guerrilla Games está creando un nuevo juego Killzone. Según los informes, el productor senior de Killzone 2 y 3, Steven Ter Heide, es el director del juego. Se cita al reclutador del estudio Guerrilla, Adrian Smith, diciendo "tenemos que continuar con la franquicia Killzone ". A principios de semana, Edge informó que uno de los estudios de Sony había detenido el desarrollo de PlayStation 3 y pasó a su sucesor. El desarrollador anónimo aparentemente también está involucrado en la construcción de la tecnología gráfica para el próximo sistema de Sony. Junto con Killzone, el estudio también está trabajando en una nueva IP, informó Edge, dirigida por el ex director del juego Killzone, Mathijs de Jonge. El 20 de febrero de 2013, se mostró una secuela, Killzone: Shadow Fall, en el PlayStation Meeting 2013, anunciando PlayStation 4 con Shadow Fall como título de lanzamiento.